# Trignático
Los trignáticos es uno de los grupos (sin categoría taxonómica) en que se dividen clásicamente los miriápodos (clase Myriapoda) y que se caracteriza por tener tres pares de apéndices con función alimenticia: la mandíbula (1 par) y las maxilas (2 pares).